# Windows Fundamentals for Legacy PCs
Windows Fundamentals for Legacy PCs (Windows FLP) è un sistema operativo della Microsoft, basato su Windows XP Service Pack 2 ma ottimizzato per girare su un hardware meno potente e più vecchio. È stato distribuito l'8 luglio 2006.

## Descrizione
Microsoft considera Windows FLP un sistema operativo che consente di eseguire operazioni base su un hardware più vecchio, ma implementando alcune delle caratteristiche delle versioni più recenti, come Windows Firewall, Aggiornamenti automatici, ed altro ancora. Per Microsoft non è un sistema di uso quotidiano (anche se questa valutazione ufficiale nei confronti di Windows FLP è stata spesso sottoposta a critiche).
Windows FLP è un sistema operativo modificato specificamente per i PC più vecchi. Può essere usato sia localmente, sia come sistema operativo remoto. Non può però essere comprato normalmente, ma viene venduto solo come aggiornamento per le aziende che hanno un numero di licenze per Windows 9x, ma non hanno l'hardware necessario per supportare le nuove versioni di Windows.
Windows FLP include tutti gli aggiornamenti presenti nel Service Pack 2 di XP, e accetta perfino gli update automatici standard del sito Microsoft (non i "major update" come ad esempio il Service Pack 3) proprio come se fosse una normale copia di Windows XP SP2. Se comunque si prova ad installare il Service Pack 3 per Windows XP (che viene proposto automaticamente da Windows Update fra gli aggiornamenti possibili per Windows FLP), viene visualizzato un messaggio di errore. Una versione apposita del Service Pack 3 per Windows FLP è disponibile nell'area download di Microsoft.
Windows FLP non include Giochi, Microsoft Paint, Outlook Express e alcuni Tools di Sistema, anche con un'installazione completa (1,1 GB). Sono assenti anche alcune utility (l'elenco è sotto riportato) e alcune applet, quali l'applet di configurazione (nel Pannello di Controllo di Windows) per i Joystick.
Windows FLP è stato annunciato con i codename Eiger e Mönch a metà 2005. Come le altre versioni di Windows, sono nomi di montagne che però, a differenza delle altre, sono situate in Svizzera.

## Requisiti di sistema
|                        | Requisiti minimi      | Requisiti raccomandati |
| ---------------------- | --------------------- | ---------------------- |
| Processore             | 233 MHz Pentium       | 300 MHz Pentium        |
| RAM                    | 64 MB                 | 128 MB                 |
| Spazio su Disco Rigido | 610 Mb                | 1 Gb                   |
| Display                | 800 x 600 o superiore |                        |

## Caratteristiche
- Consuma meno RAM di Windows XP SP2 Professional;
- Supporta molte applicazioni di Windows XP (anche quelle a 16 bit);
- Supporta basilari funzionalità di Rete (Networking);
- Supporta la maggior parte dei drivers di Windows XP;
- Aggiorna macchine obsolete a un livello di sicurezza più alto;
- Supporta le DirectX;
- Supporta periferiche esterne come mouse, tastiera, joystick, ecc.

## Capacità e limitazioni
- Installazione solo in lingua inglese, le altre lingue sono installabili tramite pacchetti MUI.
- Non sono supportate le connessioni da riga di comando.
- Possibili incompatibilità con programmi più vecchi (Windows 95, Windows 98, Windows Me), più nuovi (Windows 2000, Windows XP) e alcuni tipi di driver: infatti se si controllano le proprietà di un file eseguibile, la voce Compatibilità (Compatibility) non è presente.
- Non include nessuno sfondo personalizzato ed include solo due screensaver (Presentazione immagini e Logo di Windows).
- Non include il file NULL.SYS, rendendo impossibile l'uso di tool quali Cygwin (questo non consente a Cygwin di implementare il file /dev/null).
- Funziona molto bene con i computer nuovi. Se installato su una macchina di ultima generazione può essere più prestante di Windows XP.
- Non è acquistabile nei piccoli centri di assistenza per computer: Microsoft concede attualmente licenze solo per ordini minimi di 5 copie.[2]

## Il successore

Il logo di Windows Thin PC

Microsoft ha sviluppato una versione di Windows 7 ideata per girare su hardware meno potente: è Windows Thin PC (TPC abbreviato).
Nella descrizione si può leggere l'intenzione di Microsoft di sostituire FLP con TPC. La Release Candidate è stata rilasciata nel mese di aprile 2011, l'RTM nel giugno 2011.